# The Man (musikalbum av Barry White)
The Man är ett musikalbum av Barry White som lanserades 1978 på skivbolaget 20th Century Fox Records. Albumet släpptes några år efter att White uppnått sin största popularitet men blev relativt framgångsrikt. Det var hans sjätte att toppa Billboards R&B-lista i USA. På vinylutgåvorna var a-sidan inriktad på längre discolåtar med latinprägel, medan b-sidan innehöll sensuella ballader. Där fanns även skivans största singelframgång, en cover på Billy Joels "Just the Way You Are" som blev en hit både i USA och Storbritannien. Skivans konvolut var på de ursprungliga vinylutgåvorna designat så att det öppnades som ett brev med sigill.

## Låtlista
(kompositör inom parentes)
1. "Look at Her" (Cooksey, Payton, Wilson) - 6:21
2. "Your Sweetness Is My Weakness" (Barry White) - 8:10
3. "Sha La La Means I Love You" (White) - 7:32
4. "September When I First Met You" (White, Wilson, Politi, Brown) - 6:55
5. "It's Only Love Doing Its Thing" (Jimmy Cameron, Vella Cameron) - 3:57
6. "Just the Way You Are" (Billy Joel) - 7:11
7. "Early Years" (Coleman) - 6:28

## Listplaceringar
- Billboard 200, USA: #36[1]
- Billboard R&B Albums: #1